# Schelto Patijn
Schelto Patijn (ur. 13 sierpnia 1937 w Hadze, zm. 15 lipca 2006 w Amsterdamie) – holenderski polityk i prawnik, deputowany krajowy i europejski, w latach 1994–2001 burmistrz Amsterdamu.

## Życiorys
Pochodził z rodziny szlacheckiej, bezpośredni potomek admirała Michiela de Ruytera. Syn polityka Conny’ego Patijna i Sary van Citters. Politykami zostali również trzej jego bracia, zaś pradziadek był burmistrzem Hagi. W 1959 ukończył studia prawnicze na Uniwersytecie w Utrechcie, w latach 1961–1962 kształcił się w Waszyngtonie. W 1973 obronił na macierzystej uczelni doktorat poświęcony kompetencjom Parlamentu Europejskiemu. Do 1967 zatrudniony w departamencie integracji europejskiej resortu spraw zagranicznych. Następnie został pracownikiem naukowym i dyrektorem centrum europeistyki Uniwersytetu w Utrechcie. Wykładał także prawo międzynarodowe na Uniwersytecie w Lejdzie.
Zaangażował się w działalność polityczną w ramach Partii Pracy. W latach 1973–1984 deputowany Tweede Kamer, od 1970 do 1979 oddelegowany do Parlamentu Europejskiego. Od 1978 do 1979 kierował specjalną komisją parlamentarną wyjaśniającą wojenną przeszłość szefa klubu ARP Willema Aantjesa. W 1982 był kandydatem na burmistrza Rotterdamu. Następnie od 1984 do 1994 był komisarzem królowej w prowincji Holandia Południowa. W latach 1994–2001 pełnił funkcję burmistrza Amsterdamu.
Od 1961 był żonaty z Elisabeth Stroink. Mieli troje dzieci, w tym polityk Mariëtte. Zmarł po dłuższej chorobie w wyniku nowotworu.

## Odznaczenia
Odznaczony Orderem Lwa Niderlandzkiego III klasy (1987) i Orderem Oranje-Nassau III klasy (1994).